# جبال شار
جبال شار ((بالإنجليزية: Šar Mountains)‏، (بالصربية: Šar planina)، (بالمقدونية: Шар планина)، (بالألبانية: Malet e Sharrit))، هي سلسلة جبلية تمتد من كوسوفو والشمال الغربي لمقدونيا، إلى شمال شرق ألبانيا.

## الخصائص الجغرافية

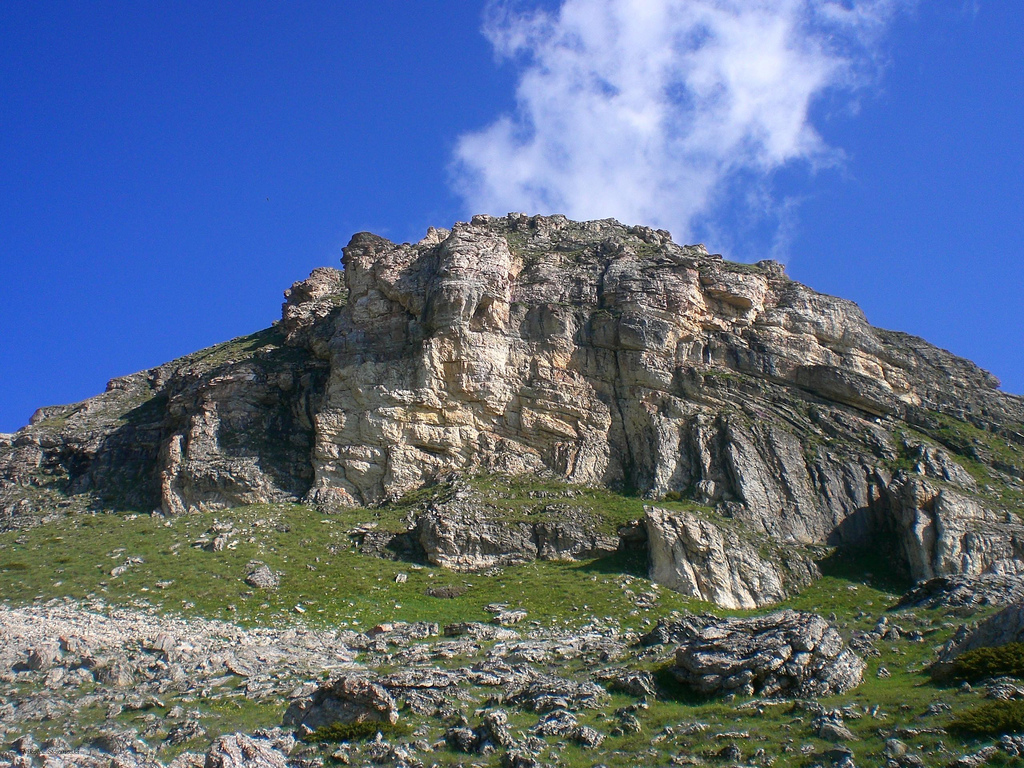
جبال شار من مقدونيا.

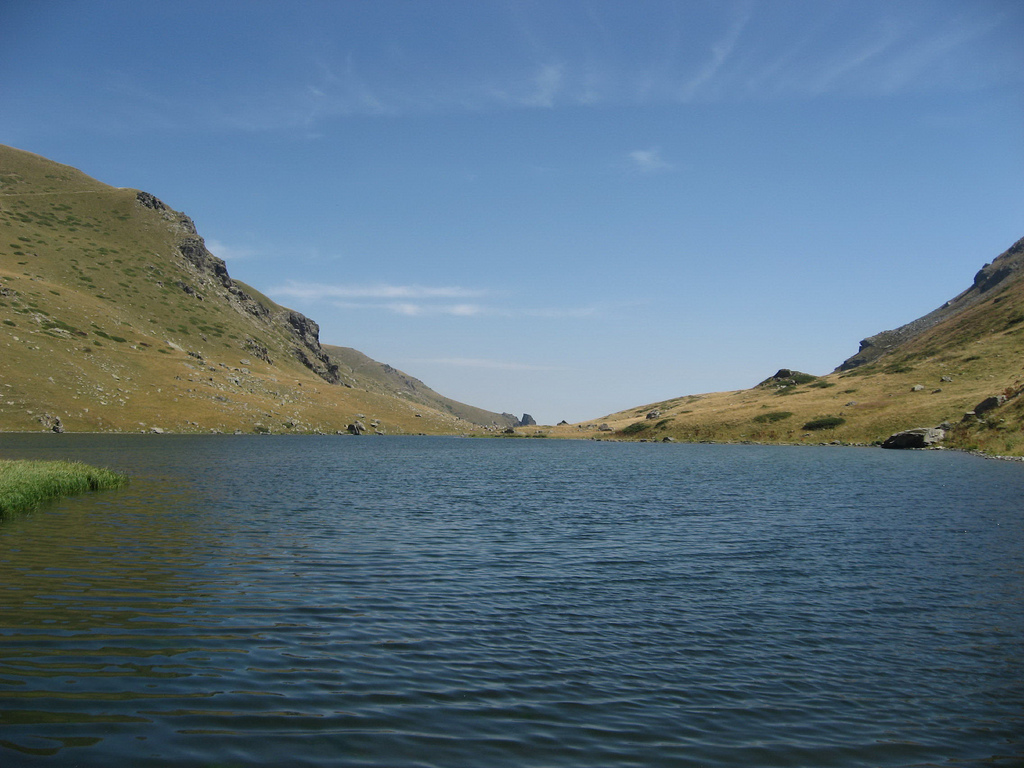

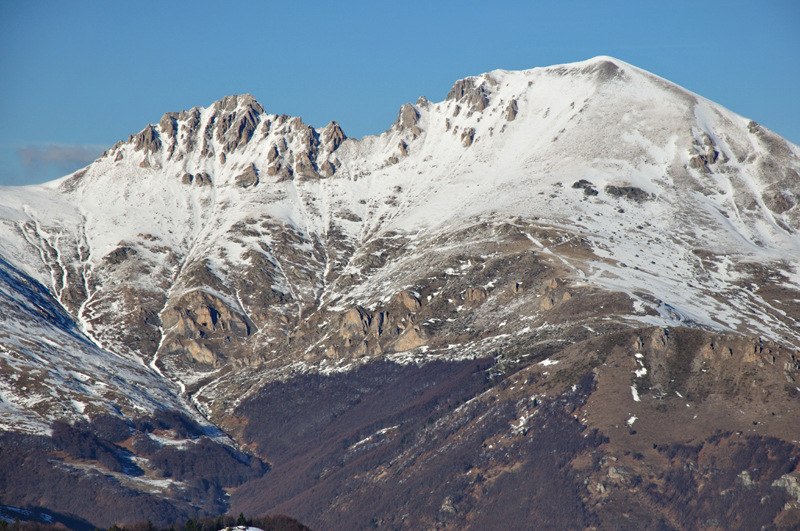

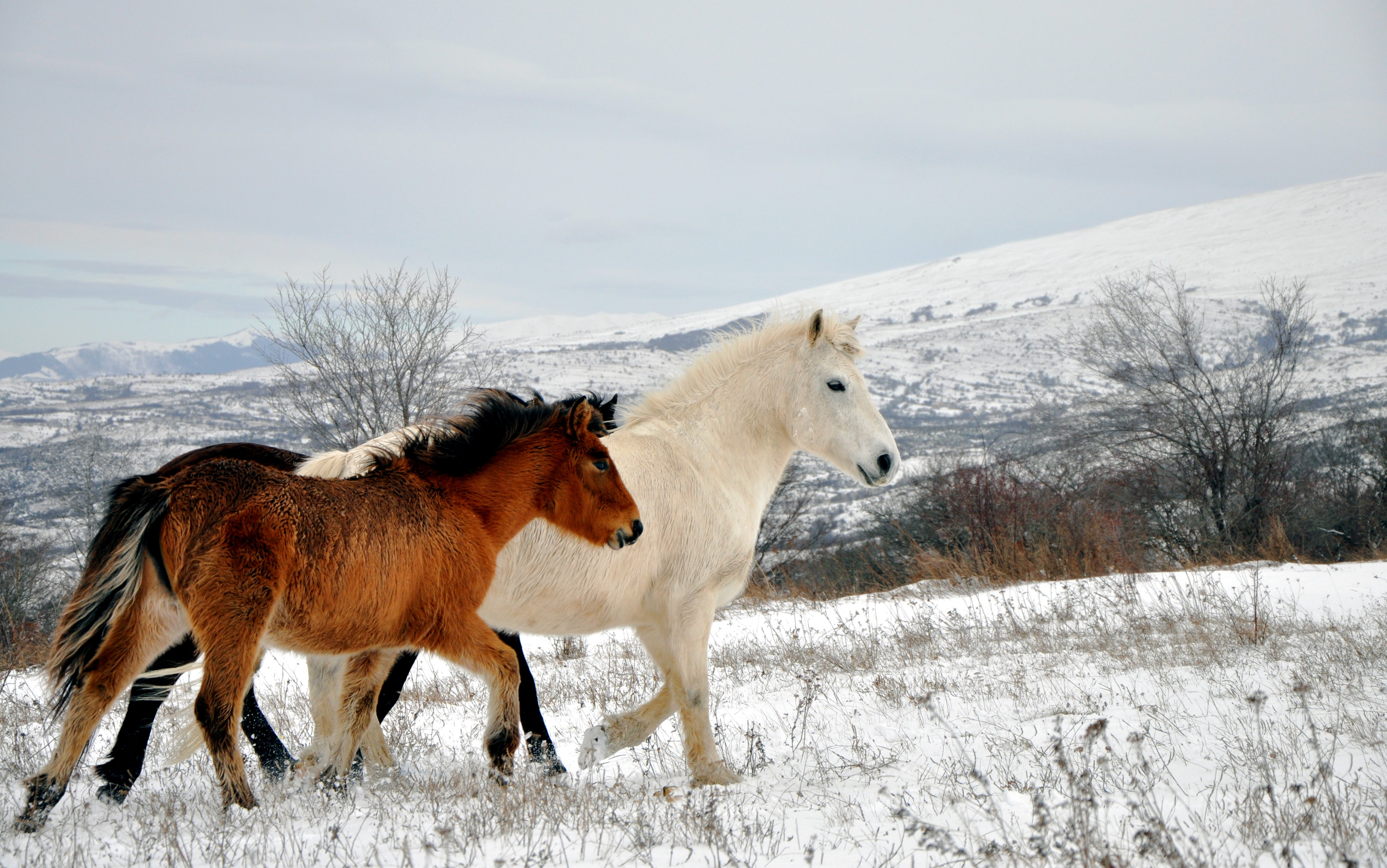

تغطي جبال شار مساحة إجمالية تقدر ب1600 كيلومتر، 56,25% من هذه المساحة تقع في مقدونيا، 43.12% تقع في كوسوفو، و 0,63% في ألبانيا.
تكونت الجبال إبان العصر الثالث وتكسو قممها الثلوج.
تضم جبال شار القمم التالية :
- تيتوف فرف (2,747 م أو 9,012 قدم)
- قمة البحيرة (2,604 م أو 8,543 قدم)
- عيسى آغا (2,555 م أو 8,383 قدم)
- القمة السوداء (2,536 م أو 8,320 قدم)
- كوبيليكا (2,528 م أو 8,294 قدم)
- بيريبيغ (2,524 م أو 8,281 قدم)
- مايا ليفاده (2,497 م أو 8,192 قدم)
- زلينا (2,493 م أو 8,179 قدم)
- كارا نيكولا (2,409 م أو 7,904 قدم) 42°05′01″N 20°47′39″E / 42.0836°N 20.7942°E
- ماجا كوريتنيك (2,393 م أو 7,851 قدم)
- قمة تومبا (2,346 م أو 7,697 قدم)
- كالاباك (2,174 م أو 7,133 قدم) 41°55′05″N 20°34′34″E / 41.918°N 20.576°E[2]
- شيروبا (2,092 م أو 6,864 قدم) ثلاث نقط 41°52′37″N 20°35′42″E / 41.877°N 20.595°E

## وصلات خارجية
- (بالصربية) Šar planina